# Битва при Спилии
Битва при Спи́лии произошла 12 декабря 1955 года между бойцами националистической организации греков-киприотов ЭОКА и британскими оккупационными войсками на Кипре.

## История
Подпольная организация греков-киприотов ЭОКА была основана в середине 1950-х годов для изгнания британцев и присоединения Кипра к Греции (энозис). В 1950 году на плебисците греческое большинство проголосовало за энозис (98 %). Однако британская администрация отказывалась предоставить киприотам право на самоопределение. 1 апреля 1955 года ЭОКА, возглавляемая полковником армии Греции Георгиосом Гривасом, начала вооруженную борьбу. Целью также были гражданские учреждения, пробритански настроенные киприоты и этнические турки. В борьбе с ЭОКА британцы задействовали около 30 тыс. солдат.
Действуя по данным, предоставленным информатором, 12 декабря 1955 года, по греческим данным - 700 британских солдат (по британским данным - 40 солдат 45-го батальон специального назначения) попытались окружить штаб Гривасаи ЭОКА в горах Троодос близ села Спилия. Когда британцы начали подниматься на гору, разведчики ЭОКА заметили их. Гривас разделил свои войска на две части: половина осталась с ним для противодействия британцам, поднимавшимся по северному склону горы, вторая половина во главе с Григорисом Афксентиу отправилась отражать британские атаки с южной стороны. Оба подразделения ЭОКА отступили на вершину горы при приближении врага, а затем и вовсе отступили на запад, пользуясь условиями сильного тумана. Вскоре британские солдаты с севера и с юга достигли вершины и, будучи не в состоянии что-либо различить в тумане, приняли друг друга за бойцов ЭОКА. В течение восьми часов продолжался «дружественный огонь», стоивший британцам по греческим данным 250 погибших солдат, (по другим данным — 15 солдат)  — это самый кровопролитный случай «дружественного огня» в ходе борьбы Кипра за независимость. По британским данным потери составили - 2 солдата ранены в результате «дружественного огня».
Сражение при Спилии стало самой известной битвой в кампании ЭОКА по объединению Кипра с Грецией (1955—1959). Победа британцев могла положить конец этой борьбе, однако и тактический успех ЭОКА в итоге не привел к энозису, зато в 1960 году Кипр все-таки добился независимости.